# Phytomyza aquilegivora
Phytomyza aquilegivora är en tvåvingeart som beskrevs av Spencer 1969. Phytomyza aquilegivora ingår i släktet Phytomyza och familjen minerarflugor. Inga underarter finns listade i Catalogue of Life.